# 郵便局物販サービス
株式会社郵便局物販サービス（ゆうびんきょくぶっぱんサービス、英: Japan Post Trading Service Co.,Ltd.）は、東京都江東区東陽に本社を置く大手通信販売会社である。
日本郵政グループに属し、日本郵便の100%子会社である。

## 概要
2007年9月11日に設立された。郵便局で取り扱っているカタログの編集・発行及び商品の販売、フレーム切手やキャラクターグッズ、文具雑貨など郵便局の店頭商品の販売、JPローソン店舗の運営を行っている。

## 事業内容
- カタログ販売
- 郵便局の店頭商品の販売
- JPローソン店舗運営
- ふるさと納税支援事業 - ふるさと納税専用ポータルサイトの運営から自治体PRを含む同業務の一括作業代行を実施。

## 沿革
- 2007年（平成19年）
  - 9月11日 - 郵便局ビジネスサポート株式会社として設立（旧・財団法人ポスタルサービスセンターからの業務の引き継ぎ）。
  - 10月 - 郵政民営化と同時に営業開始。
- 2012年（平成24年）4月 - 株式会社郵便局物販サービスに社名変更[2]。JPローソン事業が日本郵便から移管される。
- 2014年（平成26年）
  - 4月 - 三越伊勢丹ホールディングスおよび同社の子会社である三越伊勢丹通信販売との合弁会社、株式会社JP三越マーチャンダイジング（JPMM）を設立[3]。
  - 5月 - 現在地に本社所在地を移転。
- 2019年（平成31年）3月 - 三越伊勢丹通信販売とJP三越マーチャンダイジングは、両社が運営する通販カタログ事業を終了[4]。